# Mamma gör revolution
Mamma gör revolution är en svensk kortfilm från 1950. Filmen var Mimi Pollaks regidebut och i rollerna ses bland andra Anna Lindahl, Holger Löwenadler och Lars Ekborg.
Filmens förlaga var radiopjäsen med samma namn av Elsa Appelquist, vilken hade urpremiär den 16 oktober 1949 i Sveriges Radio. Appelqvist skrev även filmmanus. Musiken komponerades av Per-Martin Hamberg, Elner Åkesson fotade och Hans Gullander klippte. Inspelningen ägde rum 1950 i Filmoateljén i Stockholm. Filmen var 39 minuter lång.
Folkrörelsernas Filmorganisation (Filmo) och Kooperativa Förbundet hade 1949 bestämt sig för att spela in ett antal kortfilmer för icke-kommersiell visning för husmödrar och dylika. Företaget kom dock att stanna vid två filmer, varav den första var 1950 års Mamma gör revolution och den andra 1953 års Malin går hem, även den regisserad av Pollak. Rättigheterna till Mamma gör revoltion såldes senare till bolaget Produktion S. Bauman AB som gjorde en nyinspelning av filmen under namnet Mamma tar semester (1957).

## Handling
Ester Andersson blir nedtryckt av sin man och sitt äldsta barn och hon beslutar sig därför för att resa bort och i stället försörja sig själv. I hennes frånvaro inser hemmet vilken betydelse hon har haft och efteråt får hon en annan ställning inom familjen.

## Rollista
- Anna Lindahl – Ester Andersson, hemmafru
- Holger Löwenadler	– Kalle Andersson, hennes make
- Lars Ekborg – Göran, Esters och Kalles son
- Yvonne Lombard – Linnéa, Esters och Kalles dotter
- Ulf Berggren – yngste sonen
- Birgitta Valberg – Sylvia, Esters syster
- Margaretha Krook – dam i väskaffär
- Renée Björling – en stadsfru
- Nils Hultgren – en arbetare

### Fotnoter
1. 1 2 3 4  ”Mamma gör revolution”. Svensk Filmdatabas. http://sfi.se/sv/svensk-filmdatabas/Item/?itemid=17411&type=MOVIE&iv=Basic&ref=/templates/SwedishFilmSearchResult.aspx?id%3d1225%26epslanguage%3dsv%26searchword%3dmamma+g%C3%B6r+revolution%26type%3dMovieTitle%26match%3dBegin%26page%3d1%26prom%3dFalse. Läst 21 mars 2013.